# NAPEPLD
NAPEPLD (англ. N-acyl phosphatidylethanolamine phospholipase D) – білок, який кодується однойменним геном, розташованим у людей на 7-й хромосомі. Довжина поліпептидного ланцюга білка становить 393 амінокислот, а молекулярна маса — 45 596.
| 10         |  | 20         |  | 30         |  | 40         |  | 50         |
| ---------- |  | ---------- |  | ---------- |  | ---------- |  | ---------- |
| MDENESNQSL |  | MTSSQYPKEA |  | VRKRQNSARN |  | SGASDSSRFS |  | RKSFKLDYRL |
| EEDVTKSKKG |  | KDGRFVNPWP |  | TWKNPSIPNV |  | LRWLIMEKDH |  | SSVPSSKEEL |
| DKELPVLKPY |  | FITNPEEAGV |  | REAGLRVTWL |  | GHATVMVEMD |  | ELIFLTDPIF |
| SSRASPSQYM |  | GPKRFRRSPC |  | TISELPPIDA |  | VLISHNHYDH |  | LDYNSVIALN |
| ERFGNELRWF |  | VPLGLLDWMQ |  | KCGCENVIEL |  | DWWEENCVPG |  | HDKVTFVFTP |
| SQHWCKRTLM |  | DDNKVLWGSW |  | SVLGPWNRFF |  | FAGDTGYCPA |  | FEEIGKRFGP |
| FDLAAIPIGA |  | YEPRWFMKYQ |  | HVDPEEAVRI |  | HTDVQTKKSM |  | AIHWGTFALA |
| NEHYLEPPVK |  | LNEALERYGL |  | NAEDFFVLKH |  | GESRYLNNDD |  | ENF        |

A: Аланін

C: Цистеїн

D: Аспарагінова кислота

E: Глутамінова кислота

F: Фенілаланін

G: Гліцин

H: Гістидин

I: Ізолейцин

K: Лізин

L: Лейцин

M: Метіонін

N: Аспарагін

P: Пролін

Q: Глутамін

R: Аргінін

S: Серин

T: Треонін

V: Валін

W: Триптофан

Кодований геном білок за функцією належить до гідролаз. 
Задіяний у таких біологічних процесах, як метаболізм ліпідів, деградація ліпідів, ацетилювання. 
Білок має сайт для зв'язування з іонами металів, іоном цинку. 
Локалізований у мембрані.